# モッツァレッラ・ディ・ブーファラ・カンパーナ
モッツァレッラ・ディ・ブーファラ・カンパーナ（イタリア語: Mozzarella di Bufala Campana）はイタリアで生産される、水牛乳を原料としたフレッシュタイプのDOPチーズ。モッツァレッラ・ディ・ブッファラ・カンパーナとも表記される。保護原産地呼称の対象となっているが、「モッツァレラ」という単語自体は対象外であり、あくまでも「モッツァレッラ・ディ・ブーファラ・カンパーナ」が対象とされている。このふたつの違いはモッツァレラがしばしば牛乳を原料とするのに対し、こちらは必ず水牛乳（ブーファラ、ブッファラ）を使うことと、産地の指定がなされることである。牛乳を原料としたものより水牛乳を原料としたものの方が、脂肪分が高い、歯ごたえがある、またより新鮮なものがよい、とされる。生産地はカンパーニャ州、ラツィオ州、モリーゼ州およびプーリア州内のそれぞれ指定の土地であることが必要と規定されている。
大きさや形状はさまざまで、一例をあげると以下のようなものがある。
- オヴォリーネ - 鶏卵くらいの大きさ
- チリエージ - サクランボ くらいの大きさ
- トレッシェ - 三つ編みの形状
- ノディーニ - 結び目形の形状

カプレーゼに使ったり、オードブルとしてそのまま、あるいはピザ、ラザニア、グラタンに使ってもよい。ワインは軽めの赤や辛口の白が相性がよい。白ワインの例としてはグレコ・ディ・トゥーフォ、フィアーノ・ディ・アヴェッリーノが挙げられる。